# Amon
A nu se confunda cu Ammon, regat semitic
Amon, cunoscut și ca Amun sau Ammon, este zeul suprem al preoților tebani în mitologia egipteană. Amon este zeu al soarelui, cel mai important dintre zei și venerat în orașul Teba, unde este reprezentat cu cap de berbec, sau ca un bărbat purtând o tiară cu pene.
Inițial a fost zeu obscur al vântului. Cultul său apare în Regatul Mijlociu și se dezvoltă repede (mai ales în Regatul Nou), compunând o divinitate a aerului și fecundității. După rebeliunea Tebei împotriva hicsoșilor și odată cu domnia lui Amosis I (secolul al XVI-lea î.Hr.), Amon a căpătat o importanță națională, exprimată prin fuziunea sa cu zeul Soarelui, Ra, sub numele de Amon-Ra (scris alternativ Ammon-Ra sau Amun-Ra).
Amon, „cel ascuns”, rege al zeilor, în principal în timpul dinastiei XI, a apărut pe inscripțiile incintelor funerare încă din timpul dinastiei V. Pentru Ptolemei el este asociat cu Zeus. Sub numele de Amun Kematef a fost una din cele opt divinități străvechi. Era un zeu creator, capabil să se readucă singur la viață. Nubienii îl venerau în mod special, considerând că a fost născut în Sudan.

## Nume
| i | mn · n | C12 |

| i | mn · n | C12 |

Amon și Amaunet sunt menționați în vechile texte din piramidele egiptene. Numele Amon însemna „cel ascuns” sau „invizibil”.
Amon a ajuns la poziția de divinitate tutelară a Tebei după sfârșitul Primei Perioade Intermediare, în timpul celei de-a XI-a dinastii. În calitate de patron al Tebei, soția sa era Mut. În Teba, Amon tatăl, Mut ca mamă și zeul Lunii, Khonsu, ca fiu al acestora, formau familia divină sau „Triada tebană”.

## Cultul din Karnak
Istoria lui Amon ca zeu protector al Tebei începe în secolul al XX-lea î.Hr., odată cu construirea templului lui Amon-Ra de la Karnak, sub domnirea lui Senusret I. Orașul Teba nu pare să fi avut o mare importanță înainte de dinastia a XI-a.
Lucrări majore de construcție în complexul arhitectural Amon-Ra au avut loc în timpul celei de-a XVIII-a dinastii, când Teba a devenit capitala Egiptului antic unificat.

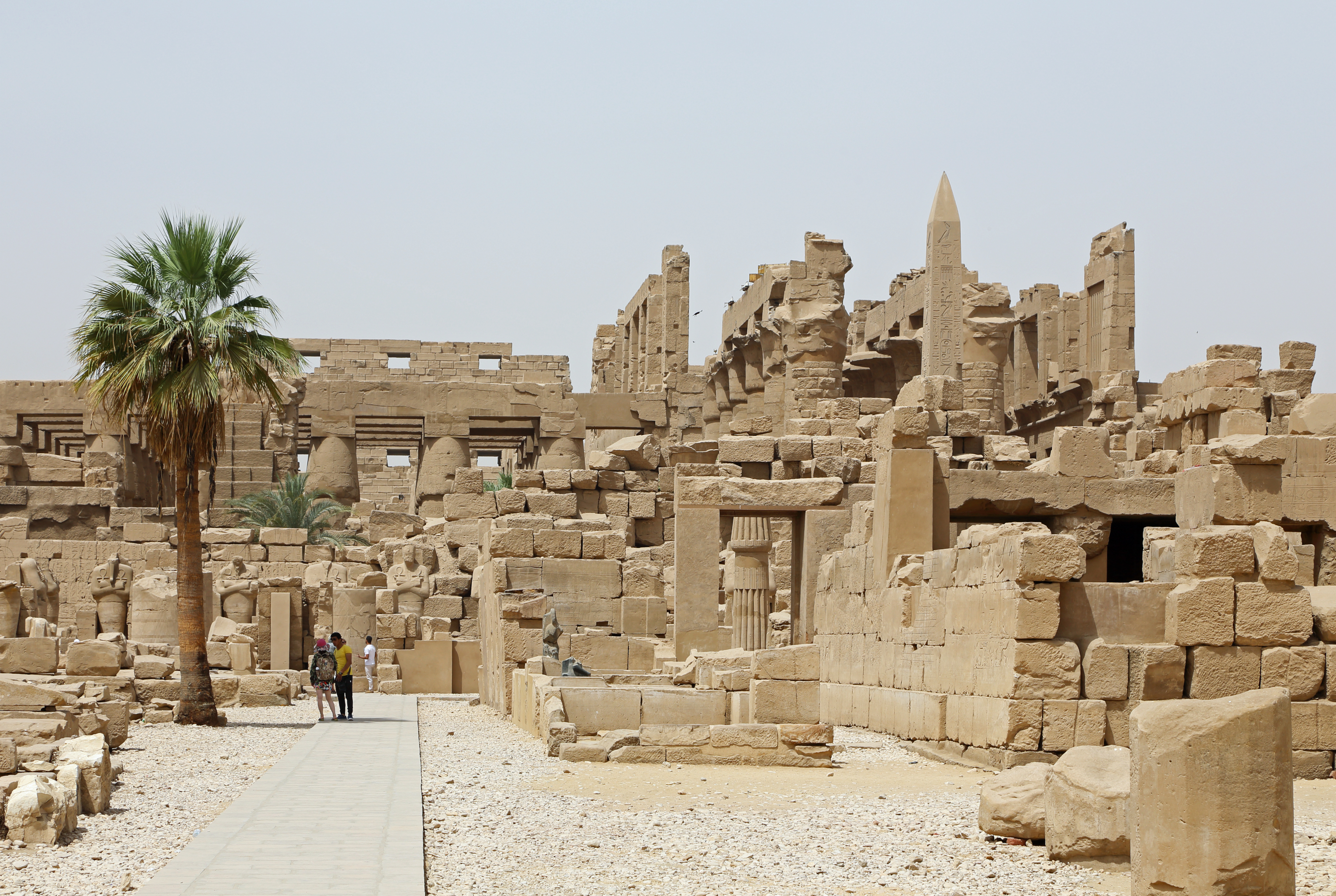
Templul lui Amon-Ra din Karnak

Construcția complexului Hypostyle ar fi putut începe, de asemenea, în timpul celei de-a XVIII-a dinastii, deși cea mai mare parte a construcției a fost întreprinsă în timpul lui Seti I și Ramses al II-lea. Merneptah și-a comemorat victoriile asupra popoarelor mării pe zidurile Curții Cachette, începutul traseului de procesiune către Templul Luxor. Această Mare Inscripție (care în prezent și-a pierdut aproximativ o treime din conținut) prezintă campaniile regelui și eventuala întoarcere cu obiecte de valoare și prizonieri. Alături de această inscripție se află Stela Victoriei, care este în mare parte o copie a mult mai celebrei Stele Merneptah, descoperită în complexul funerar al lui Merenptah de pe malul vestic al Nilului, în Teba. Fiul lui Merenptah, Seti II, a adăugat două obeliscuri mici în fața celui de-al doilea pilon și un sanctuar la nord de aleea procesională din aceeași zonă. Aceasta a fost construită din gresie, cu o capelă a lui Amon flancată de cele ale lui Mut și Khonsu.
Ultima schimbare majoră în amenajarea incintei lui Amon-Ra a fost adăugarea primului pilon și a zidurilor masive de incintă care au înconjurat întreaga incintă, ambele construite de Nectanebo I.

## Asociere cu Min și Ra
| Imagine indisponibilă                |  | Imagine indisponibilă                          |
| Statuetă Amun-Min, secolul VII î.Hr. |  | Statuete cu Nefertum și Amun-Ra, 900-750 î.Hr. |

Atunci când armata fondatorului celei de-a XVIII Dinastii i-a alungat din Egipt pe conducătorii hicsoși, orașul de origine al învingătorului, Teba, a devenit cel mai important oraș din Egipt, capitala unei noi dinastii. Zeitatea patronală locală a Tebei, Amon, a devenit astfel importantă la nivel național. Faraonii acelei noi dinastii i-au atribuit toate succesele lor lui Amon și au risipit o mare parte din bogățiile și din prada capturată pentru construirea de temple dedicate lui Amon.
Victoria împotriva „conducătorilor străini” obținută de faraonii care îl venerau pe Amon a făcut ca acesta să fie văzut ca un campion al celor mai puțin norocoși, apărând drepturile justiției pentru cei săraci. Prin ajutorul acordat celor care călătoreau în numele său, el a devenit Protectorul drumului. Deoarece el susținea Ma'at (adevăr, dreptate și bunătate), cei care se rugau lui Amon trebuiau mai întâi să demonstreze că sunt demni, mărturisindu-și păcatele.
Ulterior, când Egiptul a cucerit Regatul Kuș, a identificat zeitatea principală a învinșilor ca fiind Amon. Această divinitate a fost reprezentată cu cap de berbec, mai precis un berbec lânos cu coarne curbate. Astfel, Amon a fost asociat cu berbecul, ca urmare a aspectului îmbătrânit al zeității berbecului din Kuș, iar reprezentările legate de Amon aveau uneori coarne mici de berbec, cunoscute sub numele de Coarnele lui Amon. Deoarece berbecii erau considerați un simbol al virilității, Amon a ajuns să fie considerat și el o divinitate a fertilității, astfel că a început să absoarbă identitatea lui Min, devenind Amun-Min. Această asociere cu virilitatea a făcut ca Amun-Min să dobândească epitetul Kamutef, care înseamnă „Taurul mamei sale”, formă în care a fost găsit reprezentat pe pereții de la Karnak, itifalic și cu un flagel, la fel ca Min.
Pe măsură ce cultul lui Amon a crescut în importanță, acesta a fost identificat cu zeitatea principală care era venerată în alte zone în acea perioadă, și anume zeul soarelui Ra. Această identificare a dus la o altă fuziune de identități, Amon devenind Amon-Ra.

## Preoții lui Amon

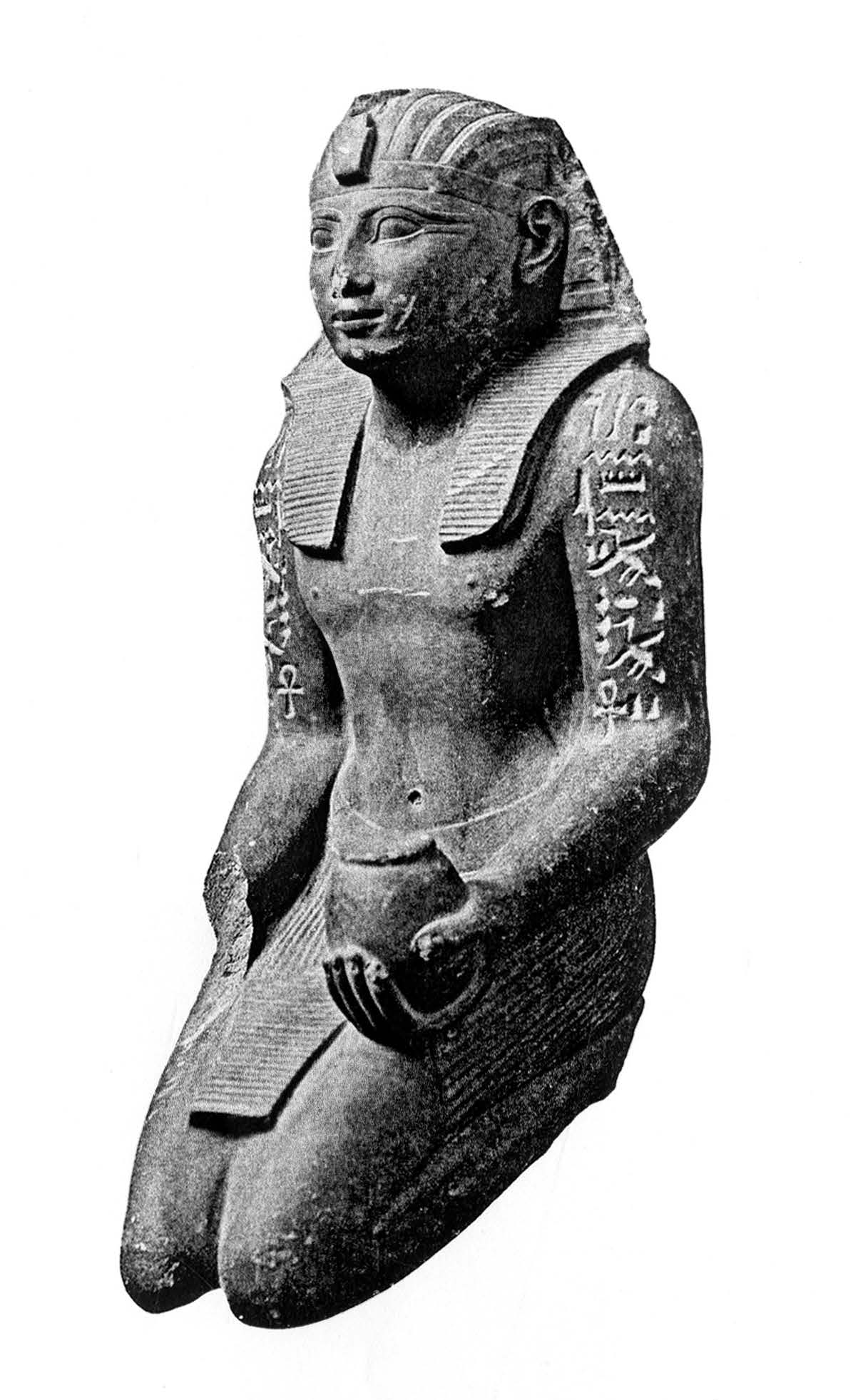
Statuie a lui Pinedjem I, preot al lui Amon, devenit faraon.
Muzeul Egiptean din Cairo</br>

Deși nu erau considerați o dinastie, marii preoți ai lui Amon de la Teba erau totuși atât de puternici și de influenți, încât au condus efectiv Egiptul din 1080 până în jurul anului 943 î.Hr.. În momentul în care Herihor a fost proclamat primul Mare Preot al lui Amon conducător în 1080 î.Hr. - în al 19-lea an al lui Ramses al XI-lea - preoțimea lui Amon a exercitat o influență efectivă asupra economiei Egiptului. Preoții lui Amon dețineau două treimi din toate pământurile templelor din Egipt și 90% din navele sale și multe alte resurse. Prin urmare, preoții lui Amon erau la fel de puternici ca și faraonul, dacă nu chiar mai puternici. Unul dintre fiii Marelui Preot Pinedjem avea să urce în cele din urmă pe tron și să conducă Egiptul timp de aproape o jumătate de secol ca faraon Psusennes I, în timp ce Marele Preot Teban Psusennes III avea să urce pe tron ca rege Psusennes II - ultimul conducător al celei de-a XXI-a dinastii.

### Declinul
În secolul al X-lea î.Hr., dominația copleșitoare a lui Amon asupra întregului Egipt a început să scadă treptat. În Teba, însă, cultul său a continuat nestingherit, în special sub cea de-a XXV-a dinastie a Egiptului Nubian, deoarece Amo era considerat acum un zeu național în Nubia. Templul lui Amon din Jebel Barkal, fondat în timpul Regatului Nou, a ajuns să fie centrul ideologiei religioase a Regatului Kuș. Stelele victoriei lui Piye din Gebel Barkal (secolul al VIII-lea î.Hr.) fac distincție între un „Amon din Napata” și un „Amon din Teba”. Tantamani (mort în 653 î.Hr.), ultimul faraon al dinastiei nubiene, purta încă un nume teoforic care se referea la Amon sub forma nubiană Amani.

## Amon în Grecia Antică

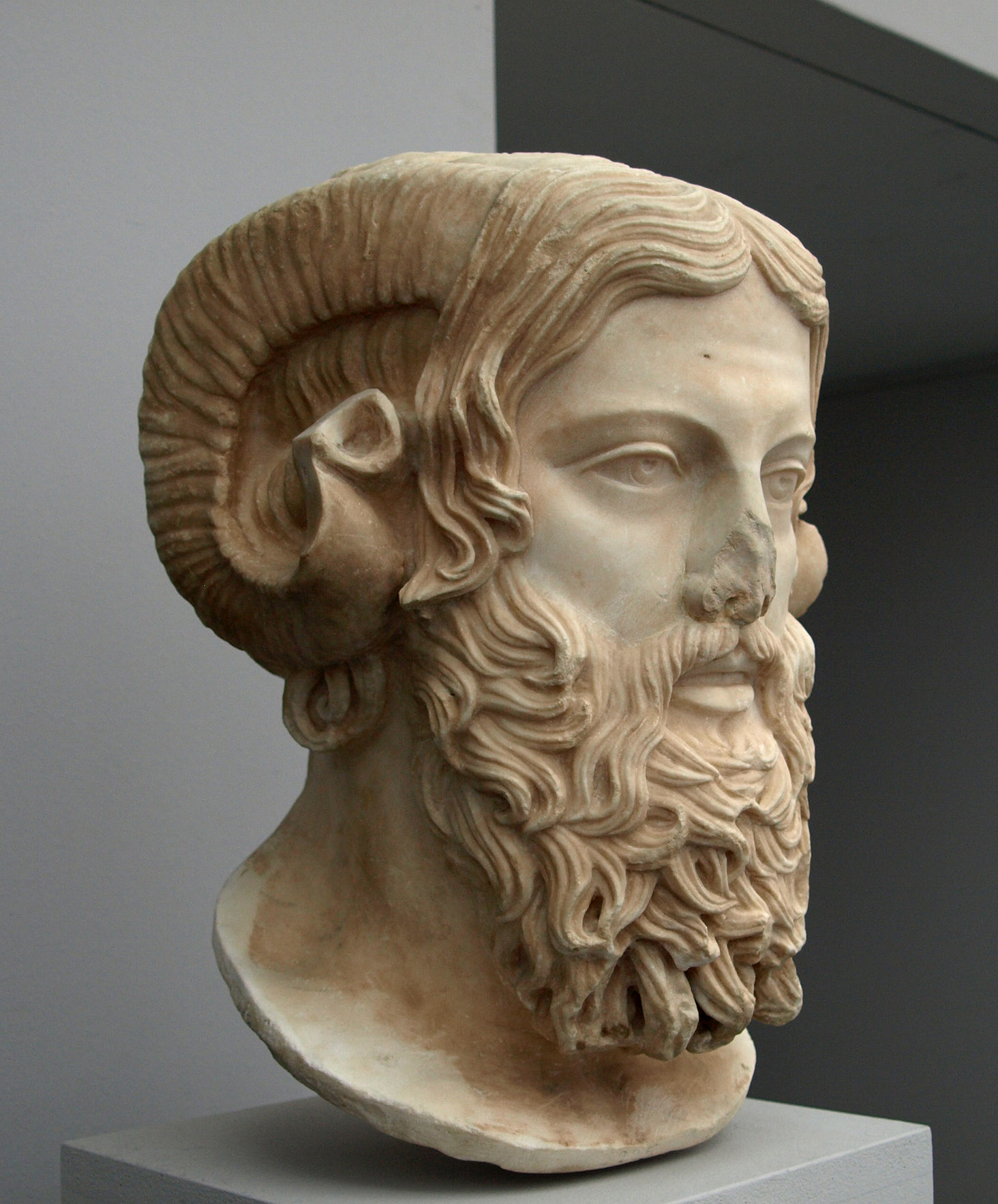
Zeus-Ammon. Copie romană a unui original grecesc de la sfârșitul secolului al V-lea î.Hr.

Amon, venerat de greci sub numele de Ammon, avea un templu și o statuie, dăruite de Pindar (d. 443 î.Hr.), la Teba și un altul la Sparta, ai cărei locuitori, după cum spune Pausanias, consultau din timpuri străvechi oracolul lui Amon din Libia mai mult decât ceilalți greci. La Aphytis, Chalcidice, Amon era venerat, încă de pe vremea lui Lisandru (d. 395 î.Hr.), cu același zel ca la Ammonium. Poetul Pindar l-a onorat pe zeu cu un imn. La Megalopolis, zeul era reprezentat cu un cap de berbec, iar grecii din Cirenaica au dedicat la Delfi un car cu o statuie a lui Amon.
Atât de mare era reputația zeului Ammon printre grecii clasici, încât Alexandru cel Mare, după Bătălia de la Issos și ocuparea Egiptului, a călătorit până oaza Siwa pentru a consulta oracolul zeului Amon-Ra aflat acolo, și unde a fost declarat de către preoții oracolului: „fiul lui Amon”. Chiar și în timpul ocupației greco-macedonene, Amon, identificat de greci ca fiind o formă a lui Zeus, a continuat să fie principala divinitate locală a Tebei.
Mai multe cuvinte derivă de la Amon prin intermediul formei grecești Ammon, cum ar fi amoniac și amonit.